# El Limón, Sinaloa
El Limón är en ort i Mexiko.   Den ligger i kommunen Sinaloa och delstaten Sinaloa, i den västra delen av landet, 1 200 km nordväst om huvudstaden Mexico City. El Limón ligger 132 meter över havet och antalet invånare är 143.
Terrängen runt El Limón är huvudsakligen kuperad. El Limón ligger nere i en dal. Runt El Limón är det glesbefolkat, med 19 invånare per kvadratkilometer. Närmaste större samhälle är Bacubirito, 8,2 km sydost om El Limón. I omgivningarna runt El Limón växer huvudsakligen savannskog.